# 蒙村 (索恩-卢瓦尔省)
蒙村（法語：Mont，法語發音：[mɔ̃] ⓘ）是法国索恩-卢瓦尔省的一个市镇，属于沙罗勒区。

## 地理
蒙村（46°37'34"N, 3°49'48"E）面积16.18 平方千米，位于法国勃艮第-弗朗什-孔泰大區索恩-卢瓦尔省，该省份为法国中部省份，北起顺时针与科多尔省、汝拉省、安省、罗讷省、卢瓦尔省、阿列省和涅夫勒省接壤。
与蒙村接壤的市镇（或旧市镇、城区）包括：马尔塔、波旁朗西、沙尔穆、格吕里。
蒙村的时区为UTC+01:00、UTC+02:00（夏令时）。

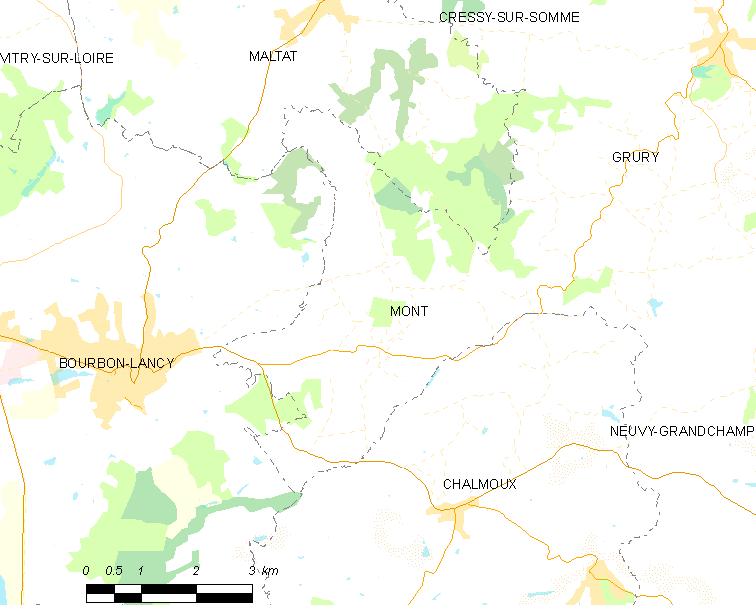
蒙村的OSM定位图

## 行政
蒙村的邮政编码为71140，INSEE市镇编码为71301。

## 政治
蒙村所属的省级选区为迪关县。

## 人口

1962-2008年间蒙村人口变化图示

蒙村于2022年1月1日时的人口数量为168人。